# 涇川県
涇川県（けいせん-けん）は中華人民共和国甘粛省平涼市に位置する県。県人民政府の所在地は城関鎮。

## 地理
涇川県は東経107度15分から107度45分、北緯35度11分から35度31分に位置する。

## 行政区画
11鎮、3郷を管轄：
- 鎮：城関鎮、玉都鎮、高平鎮、茘堡鎮、王村鎮、窯店鎮、飛雲鎮、豊台鎮、党原鎮、汭豊鎮、太平鎮
- 郷：羅漢洞郷、涇明郷、紅河郷

## 交通

### 鉄道
- 中国国家鉄路集団
  - 西平線（中国語版）
    - 涇川駅

### 道路
- 高速道路
  -  青蘭高速道路（中国語版）
- 国道
  - G312国道